# Vitèl·lia (filla de Vitel·li)
Vitèl·lia, en llatí Vitellia, era filla de l'emperador Vitel·li, nascut del seu segon matrimoni amb Gal·lèria Fundana. Tenia un germà, Vitel·li Germànic i un germanastre Vitel·li Petronià, fill del primer matrimoni del seu pare.
Quan el 69, l'any dels quatre emperadors, el seu pare va començar la lluita per conquerir el poder, Vitèl·lia es trobava a Roma amb la seva mare. L'emperador Otó va prendre mesures per protegir i garantir la seguretat de la família del seu oponent.
Després de la Primera batalla de Bedríacum, on Vitel·li va derrotar Otó, la seva dona i els seus fills van reunir-se amb ell a Lugdúnum. Allà, segons Tàcit, Vitel·li va triar al legat de la Gàl·lia Belga Dècim Valeri Asiàtic com a marit per la seva filla.
Després de l'assassinat de Vitel·li, el nou emperador Vespasià va prendre Vitèl·lia sota la seva protecció, li va donar un dot i una casa, i li va buscar un bon marit.